# Saint-Jean-la-Bussière
Saint-Jean-la-Bussière es una comuna francesa situada en el departamento de Ródano, de la región de Auvernia-Ródano-Alpes.

## Demografía
| 1037 | 1058 | 937 | 820 | 847 | 862 | 901 | 1 059 | 1 212 |
| Para los censos de 1962 a 1999 la población legal corresponde a la población sin duplicidades (Fuente: INSEE [Consultar]) |      |     |     |     |     |     |       |       |